# St. Étienne M1907
St. Étienne M1907 (fra. Mitrailleuse Saint-Étienne modèle 1907) je bila francuska strojnica, pokušaj da se poboljša osnovni Hotchkissov model. Nije bila osobito uspješna i nikada nije korištena u Francuskoj vojsci. Bila je vrlo loše dizajnirana i nepouzdana. Međutim, unatoč tome je prodana Grčkoj, Jugoslaviji i Rumunjskoj. S padom Francuske 1940. većina oružja je pala pod njemačku vlast. Nijemci su joj dali novi naziv, sMG 256, ali ju nisu pretjerano rabili zbog nepouzdanosti.